# Svídnice (kraj hradecki)
Svídnice – gmina w Czechach, w powiecie Rychnov nad Kněžnou, w kraju hradeckim.
1 stycznia 2017 gminę zamieszkiwało 150 osób, a ich średni wiek wynosił 44,3 roku.